# El Salto (Zeitung)

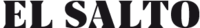
Logo der Tageszeitung

El Salto („Der Sprung“) ist eine täglich erscheinende spanische Onlinezeitung für aktuelle Themen, Debatten, Analysen und investigativen Journalismus. Zusätzlich erscheint monatlich eine gedruckte Ausgabe, die auch Beiträge von Lokalredaktionen und in den Regionalsprachen Katalanisch, Galicisch und Baskisch enthält. Träger ist ein unabhängiges, kollektiv geführtes Medienunternehmen, das 2017 aus dem Zusammenschluss mehrerer Dutzend Medienunternehmen gegründet wurde. Die Zeitung ist dem linken politischen Spektrum zuzuordnen und finanziert sich durch Crowdfunding. 

## Geschichte
El Salto entstand im November 2016 in Madrid auf Initiative der Zeitung Diagonal, um mit 20 anderen kritischen und unabhängigen spanischen Medien zusammenzuarbeiten. Dafür stellte Diagonal seine eigene Ausgabe ein. Im März 2017 erschienen die erste Onlineausgabe und die erste Papierausgabe. Diese umfasst jeweils 64 bis 80 Seiten und enthält auch Beiträge aus Partnermedien, z. B. von Pikara Magazine (eine feministische baskischsprachigen Zeitung), El Salmon Contracorriente (ein Wirtschaftsmagazin) und Soberanía Alimentaria. El Salto war – wie auch andere Medien (La última Hora, La Marea) – im November 2021 von Cyberattacken vermutlich ultrarechter Gruppen betroffen.

## Organisation
Trägergesellschaft von El Salto ist das Genossenschaftsunternehmen Cooperativa Editorial S. Coop. El Salto hat sieben Lokalredaktionen, betreibt 60 Blogs und Newsletters und hat 25 feste Mitarbeiter. Hinzu kommen etwa 200 Korrespondenten. Auch ein Webradio (El Salto Radio) und ein audiovisuelles Medium (El Salto TV) werden von der Trägergesellschaft betrieben. Die regionalen Ausgaben erscheinen in Andalusien, Extremadura, Galizien (unter dem Titel O Salto), La Rioja, Navarra (Hordago) und Valencia. 2024 hatte El Salto 9.400 Subskribenten, die die Zeitung zum Vorzugspreis beziehen und damit 80 Prozent der Gesamtkosten finanzieren. Für die jedes Quartal erscheinende Papierausgabe wird ein Zuschlag verlangt. Mit einem completa-Abonnement unterstützt man auch die Arbeit der UNRWA im Gazastreifen.